# All Ireland Cup 2022-23
La All Ireland Cup 2022-23 fue la 34.° edición de la Copa nacional de rugby de la Isla de Irlanda.

## Participantes
| Liga                        | Ganador                |
| --------------------------- | ---------------------- |
| Connacht Senior Cup 2022-23 | Buccaneers RFC         |
| Ulster Senior Cup 2022-23   | Queen's University RFC |
| Leinster Senior Cup 2022-23 | Terenure College RFC   |
| Munster Senior Cup 2022-23  | Young Munster          |

### Semifinal
| 4 de febrero de 2023 | Buccaneers RFC | 45 - 21 | Queen's University RFC |  |  |

| 4 de febrero de 2023 | Terenure College RFC | 21 - 11 | Young Munster |  |  |

### Final
| 10 de marzo de 2023 | Buccaneers RFC | 13 - 71 | Terenure College RFC |  |  |

| Bandera de Irlanda           |
| Campeón Terenure College RFC |
| Primer título                |